# 毒豆

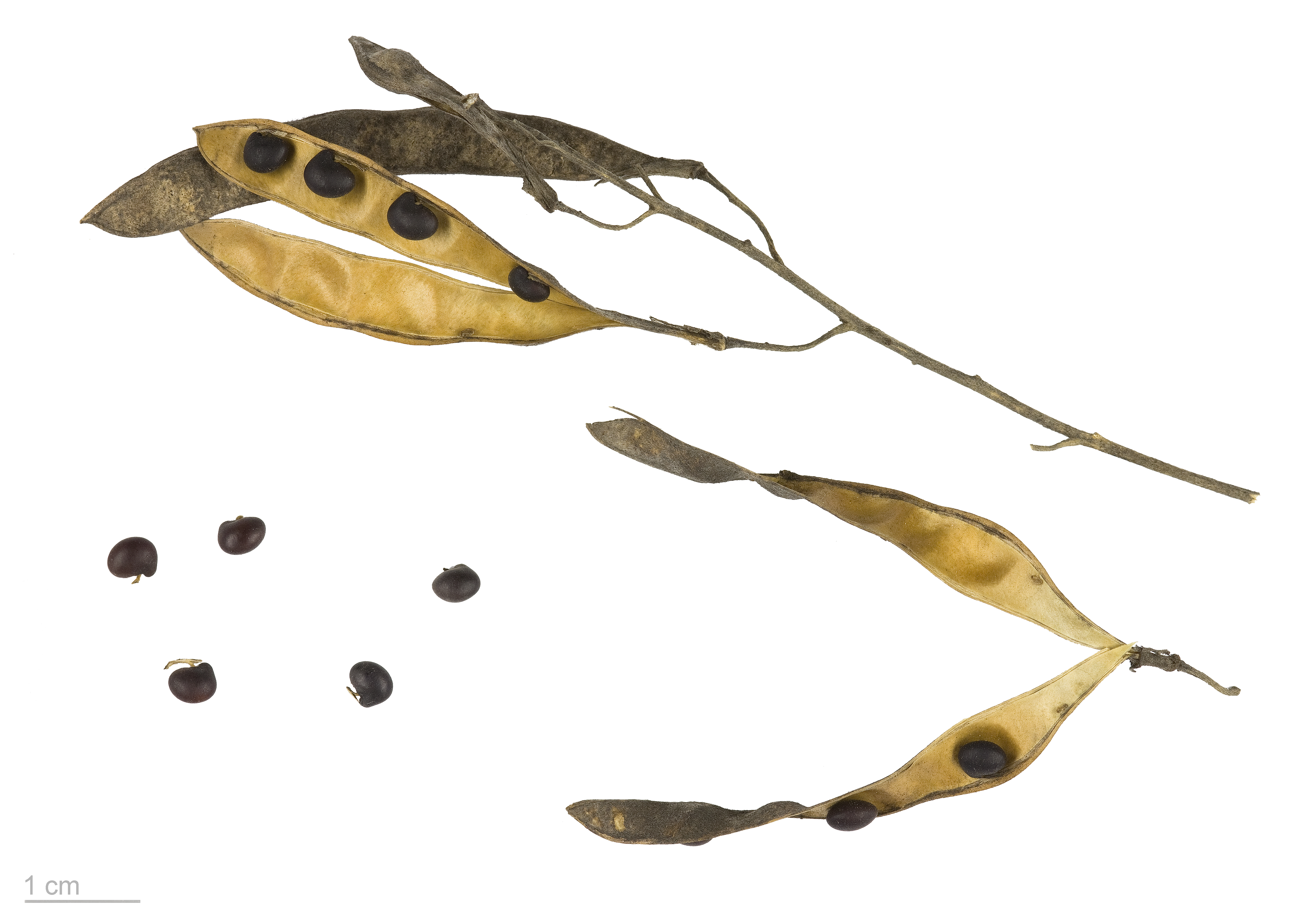
Laburnum anagyroides

毒豆（学名：Laburnum anagyroides）为豆科毒豆属下的一个种，别名金链花。

## 外部連結
- 野靛堿 Cytisine （页面存档备份，存于） 中草藥化學圖像數據庫 (香港浸會大學中醫藥學院) （中文）（英文）

## 扩展阅读
- 維基物種上的相關：毒豆